# Margraviato del Baden
Il Margraviato del Baden è stato uno stato creato per due volte nel corso della storia tedesca, dal 1073 al 1190 e dal 1771 al 1803.

## Storia

### La prima creazione (1073-1190)

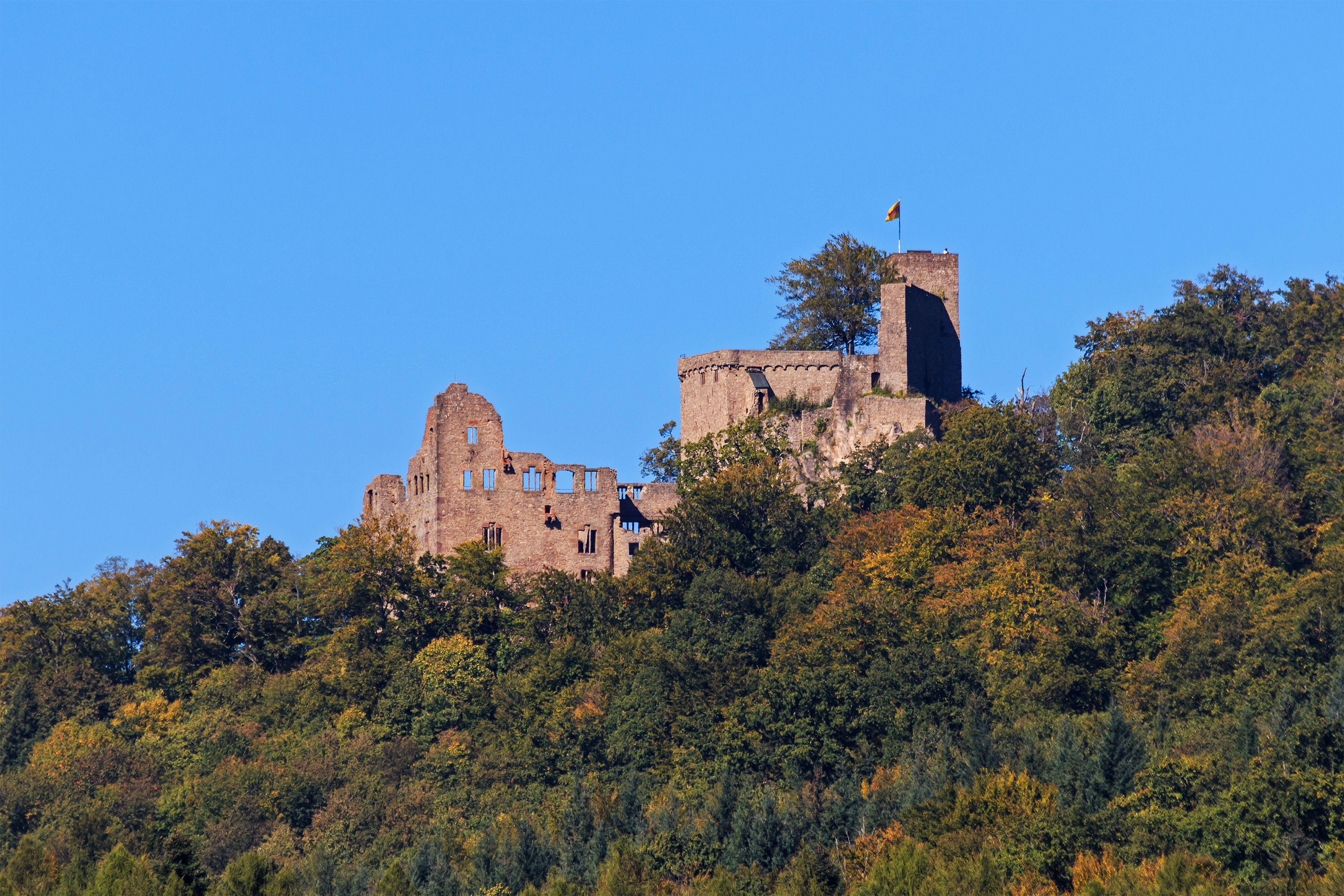
Le rovine del castello di Hohenbaden presso Baden-Baden.

Il fondatore della dinastia dei margravi del Baden fu Ermanno I di Baden (1052 - 1074), il maggiore dei figli di Bertoldo di Zähringen (1024 - 1078). Suo figlio fu Ermanno II, conte di Brisgovia, che ottenne anche la marca di Limburgo nell'anno 1112, venendo riconosciuto in quella data come primo Margravio di Baden. Egli aveva infatti acquisito la zona circostante l'area di Baden-Baden e di fatto già aveva ottenuto dal padre la dignità di margravio (o meglio marchese) di Verona. Il nuovo centro di potere nell'area divenne il Castello di Hohenbaden presso appunto la città di Baden-Baden.
Il potere rimase unitario nell'area sino al 1190 quando alla morte del margravio Ermanno IV di Baden, dal momento che la famiglia non adottava la legge della primogenitura, i suoi due figli maschi si divisero i territori paterni formando i margraviati di Baden-Baden e Baden-Hochberg.

#### Margravi di Baden
- 1073-1130: Ermanno II
- 1130-1160: Ermanno III
- 1160-1190: Ermanno IV

### La seconda creazione (1771-1803)

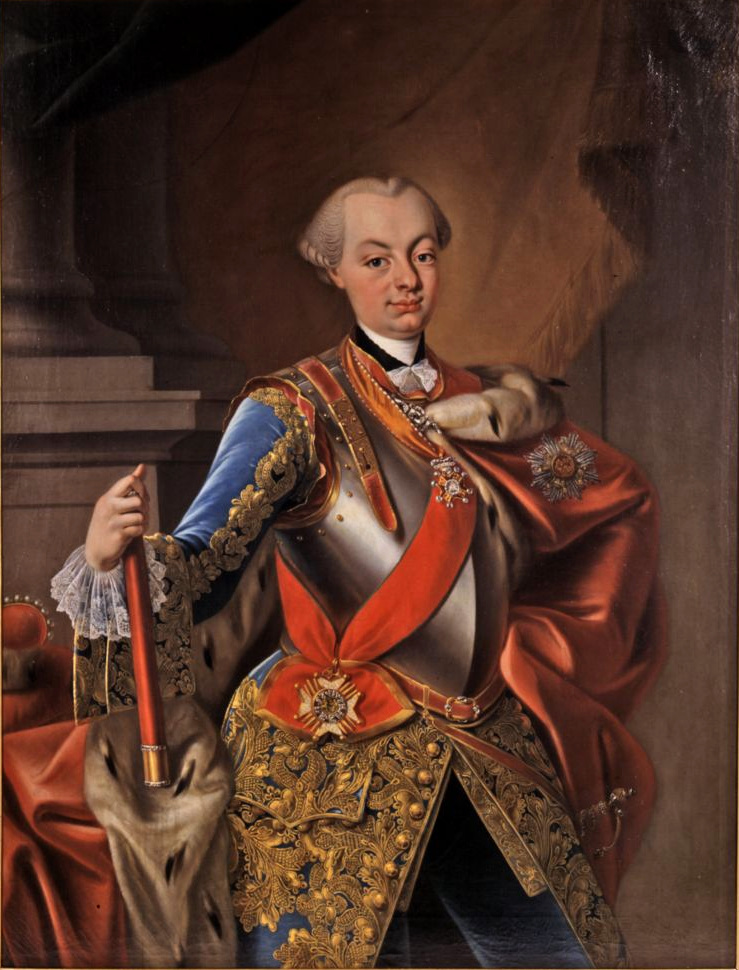
Carlo Federico, margravio di Baden

La seconda creazione del margraviato del Baden avvenne nel 1771 quando Carlo Federico, già margravio di Baden-Durlach, riuscì a riunificare i domini della sua famiglia dopo che suo cugino Augusto Giorgio, margravio di Baden-Baden, lo aveva lasciato erede dei suoi domini essendo morto senza eredi. Le tre parti componenti rimasero comunque autonome per le questioni amministrative interne, e il marchese mantenne ben tre voti al Reichstag.
Il Margraviato sopravvisse sino al 1803 quando con la mediatizzazione degli stati tedeschi ed il parziale crollo del Sacro Romano Impero il Margraviato venne eletto alla dignità elettorale e poi dal 1806 a quella granducale.

#### Margravi del Baden
- 1771-1803: Carlo Federico

#### Primi ministri del Margraviato del Baden
- 1774 -  6 dicembre 1793: Wilhelm von Edelsheim
- 1793 - 1808: Georg Ludwig von Edelsheim
- 1803 - 27 dicembre 1806: Wolfgang Heribert Tobias Otto Maria Johann Nepomuk von Dalberg